# Water Pinch
Water Pinch-analyse (WPA) is gebaseerd op het concept van warmte pinch-analyse, het is een systematische methode voor de vermindering van het waterverbruik en de generatie van afvalwater door de integratie van waterverbruikende systemen of processen.
WPA is geïntroduceerd door Wang en Smith. Sindsdien wordt het op grote schaal gebruikt als instrument voor waterbesparing in industriële procesinstallaties. Water Pinch-analyse wordt ook toegepast voor gebouwen.
De WPA-technieken voor het bepalen van de doelstellingen voor maximale waterterugwinning kunnen gebruikt worden voor grote en kleine waterprocessystemen in combinatie met de watercascadeanalyse (WCA). De curve van waterbronnen en consumerende systemen is een grafische mogelijkheid voor het vaststellen van besparingsdoelen en waterterugwinsystemen.